# Antonia Gerena Rivera
Antonia Gerena Rivera ,född 19 maj 1900 i Loíza i Puerto Rico, död 2 juni 2015 i Miami i Florida i USA, var vid sin död den femte äldsta levande personen i världen och den tredje äldsta amerikanska kvinnan (efter Jeralean Talley och Susannah Mushatt Jones). Antonia Gerena Rivera är den äldsta kvinnan och den näst äldsta personen någonsin från Puerto Rico och den äldsta någonsin som bott i Florida.

## Biografi
Rivera var dotter till José Felix Gerena och Basilia Rivera i staden Loiza på Puerto Rico och växte upp i Barrio Cubuy, Rio Grande. Långa liv var inte ovanliga i Antonia Gerena Riveras familj, hennes bror, Frank, var vid sin död 105 år gammal och hennes syster, Maria, 103 år gammal. Enligt Antonia Gerena Rivera så hade hennes regelbundna konsumtion av små mängder konjak del i att hennes liv blev så långt.
Gerena Rivera dog 2 juni 2015, vid en ålder av 115 år 14 dagar.